# Antithemerastis hendersoni
Antithemerastis hendersoni är en fjärilsart som beskrevs av Sergius G. Kiriakoff 1970. Antithemerastis hendersoni ingår i släktet Antithemerastis och familjen tandspinnare. Inga underarter finns listade i Catalogue of Life.